# Септимий Ациндин (префект Рима)
Септимий Ациндин (лат. Septimius Acindynus) государственный деятель Римской империи конца III века.

## Биография
О карьере Септимия Ациндина известно лишь то, что с 13 марта 293 года по 11 января 295 года он занимал должность префекта города Рима. Вероятнее всего, он был отцом консула 340 года, носившего такое же имя.